# Grupo de Puteaux
El grupo de Puteaux es el nombre con que se conoce a un grupo de artistas y críticos europeos asociados con una rama del cubismo conocida como orfismo. El grupo se formó alrededor de 1911 en los encuentros regulares para discutir sus ideas en la casa de Jacques Villon en Puteaux, que en aquella época era una villa en las afueras de París.
Ellos mismos se dieron este nombre para distinguirse de la definición más estrecha del cubismo desarrollado por Pablo Picasso y Georges Braque en el barrio de Montmartre. Cobraron importancia a raíz de su exposición en el Salon des Indépendants en primavera de 1911.
Algunos miembros del grupo de Puteaux fueron:
- Guillaume Apollinaire  (1880-1918), francés de origen romano
- Robert Delaunay (1885-1941), francés
- Marcel Duchamp (1887-1968), francés
- Raymond Duchamp-Villon (1876-1918), francés
- Roger de La Fresnaye (1885-1925), francés
- Albert Gleizes (1881-1953), francés
- František Kupka (1871-1957), checo
- Henri Le Fauconnier (1881-1946), francés
- Fernand Léger (1881-1955), francés
- Louis Marcoussis (1878-1941), polaco
- Jean Metzinger (1883-1956), francés
- Luc-Albert Moreau (1882-1948), francés
- Francis Picabia (1879-1953), franco-español
- Georges Ribemont-Dessaignes (1884-1974), francés
- Jacques Villon (1875-1963), francés
- Alexander Calder (1898-1976), estadounidense
- Jeanne Rij-Rousseau (1870-1956), francés
- Marie Laurencin (1883-1956), francesa

- Datos: Q1086353
- Multimedia: Section d'or / Q1086353